# Nelahozeves
Nelahozeves – gmina w Czechach, w powiecie Mielnik, w kraju środkowoczeskim. Według danych z dnia 1 stycznia 2013 liczyła 1 606 mieszkańców. Miejsce urodzenia wybitnego kompozytora czeskiego Antonina Dvořáka.
W miejscowości jest stacja kolejowa Nelahozeves.